# まりっぺ先生
『まりっぺ先生』（まりっぺせんせい）は、1958年11月29日から1959年9月26日まで日本テレビ系列の土曜19時00分 - 19時30分（JST）に放送されたテレビドラマである。全44回。
松下電器産業（現：パナソニック）の一社提供。

## 概要
東北の山村にある分教場の先生を宮城まり子が演じ、喜びや悲しみの織り成す人生模様を、ローカル色豊かにユーモアとペーソスを交えて描いた作品。

## 主な出演者
- まりっぺ先生：宮城まり子
- 春江ふかみ
- 小林十九二
- 清水一郎[2]

## スタッフ
- 作：舟橋和郎
- 演出：緒方勉
- 音楽：三木鶏郎
- 制作：日本テレビ、東宝

## 主題歌
『まりっぺ先生』
- 作詞・作曲：三木鶏郎 / 歌：宮城まり子

## コミカライズ
デビュー間もない赤塚不二夫によって、月刊『りぼん』（1959年4月号 - 12月号、集英社刊）に連載された。（4月号から11月号までは別冊付録として刊行）
長らく単行本化はされてなかったが、2002年発売の「赤塚不二夫漫画大全集 DVD-ROM」（小学館）に1959年10月号掲載分のみ初収録、2005年にはオンデマンド版（コミックパーク）にも収録された。その後、2006年に発売されたコンビニエンスストア限定コミック「赤塚不二夫ベスト 秋本治セレクション」（集英社）にも収録、「書籍」初の収録となった。
それ以外のエピソードは、2022年現在、未だ単行本未収録作品となっている。